# Jenks (Oklahoma)
Jenks is een plaats (city) in de Amerikaanse staat Oklahoma, en valt bestuurlijk gezien onder Tulsa County.

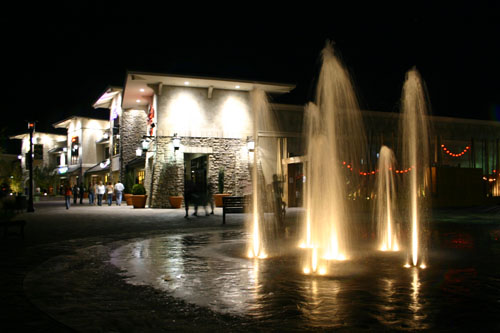
Riverwalk

## Demografie
Bij de volkstelling in 2000 werd het aantal inwoners vastgesteld op 9557.
In 2006 is het aantal inwoners door het United States Census Bureau geschat op 14.123, een stijging van 4566 (47.8%).

## Geografie
Volgens het United States Census Bureau beslaat de plaats een oppervlakte van
38,6 km², waarvan 37,2 km² land en 1,4 km² water. Jenks ligt op ongeveer 188 meter boven zeeniveau.

## Plaatsen in de nabije omgeving
De onderstaande figuur toont nabijgelegen plaatsen in een straal van 12 km rond Jenks.